# Joe Satriani: The Complete Studio Recordings
| Críticas profissionais | Críticas profissionais |
| Avaliações da crítica  | Avaliações da crítica  |
| Fonte                  | Avaliação              |
| ---------------------- | ---------------------- |
| Record Collector       | [ 1 ]                  |

Joe Satriani: The Complete Studio Recordings é um box compilatório do guitarrista estadunidense Joe Satriani, que foi lançado no dia 22 de Abril de 2014 sob o selo Sony Legacy Recordings.

## O Box
O Box é composto pelos 14 álbuns de estúdio lançados pelo guitarrista até a data de seu lançamento, mais um álbum (Additional Creations And Bonus Tracks), que, como pode se supor pelo nome, traz faixas raras e inéditas.
A embalagem deluxe traz um busto cromado do guitarrista, além de óculos escuros com duas entradas USB. A venda desta versão foi feita exclusivamente pelo site do músico.
| #  | Lança- mento | Álbuns                                             |
| -- | ------------ | -------------------------------------------------- |
| 01 | 1986         | Not of This Earth                                  |
| 02 | 1987         | Surfing With the Alien                             |
| 03 | 1989         | Flying in a Blue Dream                             |
| 04 | 1992         | The Extremist                                      |
| 05 | 1993         | Time Machine                                       |
| 06 | 1995         | Joe Satriani                                       |
| 07 | 1998         | Crystal Planet                                     |
| 08 | 2000         | Engines of Creation                                |
| 09 | 2002         | Strange Beautiful Music                            |
| 10 | 2004         | Is There Love in Space?                            |
| 11 | 2006         | Super Colossal                                     |
| 12 | 2008         | Professor Satchafunkilus and the Musterion of Rock |
| 13 | 2010         | Black Swans and Wormhole Wizards                   |
| 14 | 2013         | Unstoppable Momentum                               |
| 15 | 2014         | Additional Creations And Bonus Tracks              |

### Additional Creations and Bonus Tracks
Additional Creations and Bonus Tracks é o único álbum desse box composto por faixas raras e inéditas.., podendo ser considerado, portanto, o 15º álbum de estúdio de sua extensa discografia

#### Faixas
01. The Crush of Love (do EP Dreaming #11)

02. Time Machine (Remix Version)

03. Cool #9 (Alternate Version)

04. Luminous Flesh Giants (Alternate Version)

05. Borg Sex (Rock Mix) (do EP Additional Creations)

06. Turkey Man (do EP Additional Creations)

07. Flavor Crystal 7 (Rock Mix Version) (do EP Additional Creations)

08. Until We Say Goodbye (Techno Mix Version) (do EP Additional Creations)

09. Slick (Da coletânea The Electric Joe Satriani: An Anthology)

10. The Eight Steps (Da coletânea The Electric Joe Satriani: An Anthology)

11. Dog with Crown and Earring (da edição japonesa do álbum Is There Love in Space?)

12. Tumble (digital single – Epic (no cat. #)

13. Ghosts (digital bonus track from Professor Satchafunkilus and the Musterion of Rock - Epic (no cat. #)

14. Heartbeats (bonus track from Black Swans and Wormhole Wizards)

15. Longing (bonus track from Black Swans and Wormhole Wizards)

16. ZZ’s Song (Alternate Version)
- Origem exata das faixas 3, 4 e 16 indeterminada.